# East vs. West - A Hearts of Iron Game
East vs. West – A Hearts of Iron Game (tạm dịch: Đông Tây đối đầu – Trò chơi Trái tim Sắt đá) viết tắt EvW, là trò chơi máy tính thuộc thể loại wargame đại chiến lược dựa trên bộ engine Clausewitz. Game được phát triển bởi hãng phát triển phần mềm độc lập của Đan Mạch BL-Logic và Paradox Interactive phát hành. Thông tin đầu tiên về trò chơi đã được đưa ra vào ngày 2 tháng 7 năm 2012. Game được Paradox Interactive chính thức công bố vào ngày 8 tháng 10 năm 2012 và dự kiến sẽ được phát hành vào quý hai năm 2013.
Như trong các bản khác của dòng game đại chiến lược Hearts of Iron, East vs. West cho phép người chơi kiểm soát và quản lý hầu hết các quốc gia trong thời kỳ Chiến tranh Lạnh bao gồm cả hoạt động gián điệp chính trị, ngoại giao, kinh tế, quân sự và các mặt công nghệ. Ngược lại với các bản trước của dòng Hearts of Iron, trò chơi sẽ không chủ yếu tập trung vào chiến tranh quy mô lớn. Người chơi có thể sử dụng vũ khí hạt nhân nhưng sẽ bị hạn chế bởi tình trạng khẩn cấp quốc gia của một nước. East vs. West không phải là một bản mở rộng cho Hearts of Iron III mà là một game độc lập.